# Nizam-i Djedid
Nizam-i Djedid (turecky: نظام جديد‎, Niẓām-ı Cedīd; "Nový řád") byl soubor reforem za osmanského sultána Selima III. v 18.-19. století. Měly za úkol se přiblížit vojensky a politicky k západnímu mocnostem. Reformy zahrnovaly vojenské odvody, nové daně a reformu územního dělení.